# Арктичні зимові ігри 2006
Арктичні зимові ігри 2006 проходили на Кенайському півострові (Аляска) в США з 5 березня по 11 березня 2006 року в яких взяли участь близько 2000 спортсменів, тренерів, працівників команди і посадових осіб.
Заходи проводилися в основному у великих містах Солдотна і Кенай, поряд з Гомером (керлінг) на гірськолижному курорті Аляски у Гірдвуді (гірські лижі та сноуборд.) У містах Солдотна, Кенай, Гомер і  Сьюард також проводилися культурно-масові заходи. В Алясці вже в п'яте були організовані ігри.

## Учасники
- Аляска (господар контингент)
- Гренландія
- Північно-західні Території
- Нунавік Квебек (традиційно визначається Північні Інуїти регіоні Пвініч Квкебеку (Норд-дю-Квебек) адміністративного району в Квебеку)
- Нунавут
- Північної Альберти
- Росія (адже представники лише Ямало-Ненецький автономний округ брали участь вони називають збірну Росії, виступаючи за збірну Росії)
- Саами (Саамі з Норвегії, Швеції та Фінляндії разом узятих)
- Територія Юкон

У 2008 арктичні зимові ігри були проведені в Єллоунайфі, Північно-західні території.

## Події
Ігри проводився з таких видів спорту: гірські лижі, бадмінтон, баскетбол, біатлон, бігові лижі, керлінг, собаки, їздовий спорт, фігурне катання, гімнастика, хокей, шоубол, ігри ескімосів (див. ескімоси), шорт-трек, сноуборд, походи на снігоступах, біатлон, прогулянки на снігоступах (див. Снігоступи), ковзанярський спорт, настільний теніс, волейбол, боротьба.

## Медалі Ігор 2006 року
(Неофіційно перераховані з кількістю золотих медалей, що мають пріоритет, а потім срібні)
| Територія                        | Золото | Срібло | Бронза |
| -------------------------------- | ------ | ------ | ------ |
| Аляска                           | 80     | 64     | 47     |
| Північна Альберта                | 42     | 45     | 41     |
| Північно-західні території       | 28     | 41     | 36     |
| Ямало-Ненецький автономний округ | 22     | 21     | 7      |
| Гренландія                       | 20     | 17     | 11     |
| Юкон                             | 17     | 20     | 44     |
| Нанавут                          | 13     | 24     | 38     |
| Квебек                           | 13     | 6      | 8      |
| Саамі                            | 5      | 6      | 10     |